# كيتي هايز
كيتي هايز (بالإنجليزية: Kitty Hayes) هي موسيقية أيرلندية، ولدت في 1928، وتوفيت في 17 مايو 2008.